# Frau mit Schirm (Manet)

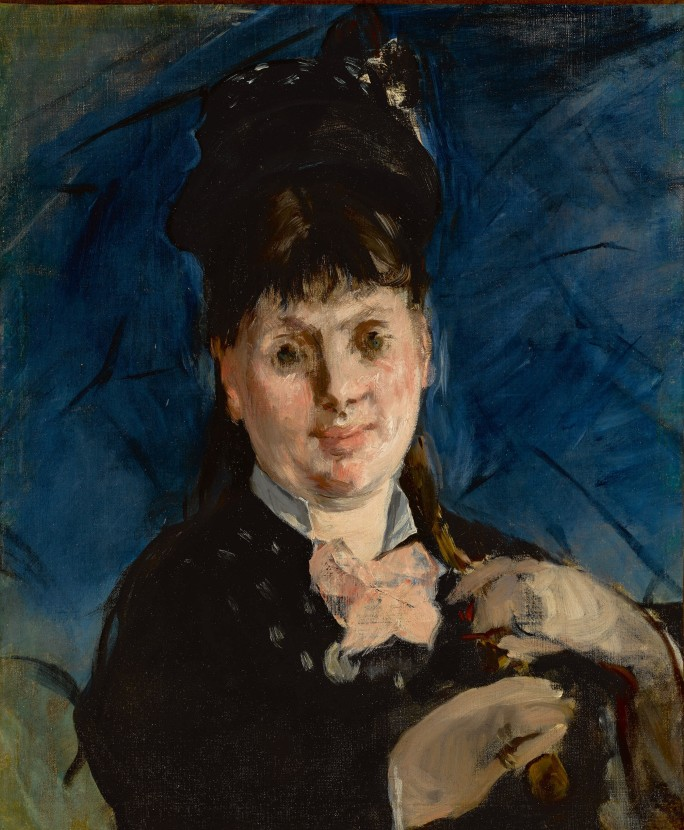
Frau mit Schirm
Édouard Manet, 1872
48,2 × 40 cm
Öl auf Leinwand
Privatsammlung

Frau mit Schirm, auch Frau mit Sonnenschirm (französisch La Femme à l'Ombrelle), ist ein 1872 geschaffenes Gemälde von Édouard Manet. Das 48,2 cm hohe und 40 cm breite Bild ist in Öl auf Leinwand gemalt. Manet porträtierte in diesem Gemälde mutmaßlich die mit ihm befreundete Alice Legouvé. Sie ist als Spaziergängerin mit Sonnenschirm in Halbfigur dargestellt, einem Motiv, das von Manet und anderen Künstlern seiner Zeit wiederholt aufgegriffen wurde. Das Gemälde Frau mit Schirm befindet sich in einer Privatsammlung.

## Bildbeschreibung
Manet zeigt im Gemälde Frau mit Schirm ein als Halbfigur ausgeführtes Porträt einer jungen Pariserin. Sie steht dem Bildbetrachter frontal gegenüber und schaut ihn direkt mit weit geöffneten dunklen Augen an. Ihr Gesicht wirkt mit rötlichen Pausbacken und einem angedeuteten Doppelkinn etwas füllig. Auffallend ist ihr abwechslungsreiches Inkarnat. So zeigt sich die Haut im Gesicht und am Hals in abgestuften Farbvarianten von Weiß über Hellbraun und Grau bis zu Rosa und Rottönen. Hierdurch wirkt das Gesicht plastisch moduliert und angedeutete Glanzpunkte lassen es lebhaft wirken. Während die Augen eher wie vereinfachte dunkle Punkte erscheinen, sind die geschlossenen Lippen feiner gezeichnet und vermitteln mit leichtem Lächeln einen freundlichen Eindruck. Über ihrer Stirn ist ihr dunkles Haar zu einem etwas fransigen Pony frisiert. Die restlichen Haare sind nach hinten hochgesteckt und werden als Abschluss von einem dunklen Hut mit kleiner heller Schleife geschmückt.
Die dargestellte Frau trägt ein dunkles Kleid mit langen weiten Ärmeln. Ein von der Brust bis zur Schulter reichendes, durch helle Tupfen angedeutetes Muster kann Teil des Kleides oder eines darüber liegenden Schals sein. Am Hals ist ein schlichter hochstehender weißer Kragen zu sehen; vorn schließt eine lachsfarbene Schleife die Halspartie ab. Mit ihren Händen hält sie vor der linken Brust den Griff eines Sonnenschirms, dessen Stab über die Schulter gelegt ist und der sich hinter ihr öffnet. Ihre Hände sind sehr grob ausgeführt und die einzelnen Finger nur schwer auszumachen. Möglicherweise trägt sie auch hellbraune Handschuhe, was bei einem Spaziergang im 19. Jahrhundert durchaus üblich gewesen wäre. Der aufgespannte Sonnenschirm nimmt nahezu den gesamten Hintergrund ein. Seine zwischen Hell- und Dunkelblau changierende Fläche wird nur durch diagonale schwarze dünne Striche unterbrochen, die zwar eine Struktur andeuten, aber Details, etwa zur Mechanik des Schirms, nicht erkennen lassen. In der linken oberen und unteren Ecke deuten kleine grün-gelbe Partien auf eine garten- oder parkartige Umgebung hin. Das Bild ist weder signiert noch datiert.

## Das Modell
Es ist nicht gesichert bekannt, wer für Manets Gemälde Frau mit Schirm Modell stand. Da der Maler meist auf Berufsmodelle verzichtete, porträtierte er häufig Familienangehörige und Freunde. Aufgrund der fehlenden Ähnlichkeiten scheiden jedoch seine Frau Suzanne und seine zukünftige Schwägerin Berthe Morisot aus, die er in dieser Zeit häufiger malte. Auch seine Schülerin Eva Gonzalès weist wenig äußere Übereinstimmungen mit der Dargestellten im Bild Frau mit Schirm auf. Der Kunsthistoriker John Richardson schlug deshalb Alice Legouvé als wahrscheinliches Modell für das Gemälde vor. Dieser Annahme schlossen sich andere Autoren wie die Verfasser von Manets Werkverzeichnis Denis Rouart und Daniel Wildenstein an.
Manet hatte Alice Legouvé wahrscheinlich über den Maler Alfred Stevens kennengelernt, für den sie wiederholt Modell stand und dessen Geliebte sie vermutlich war. Im 1873 entstandenen Gruppenbild Die Krocketpartie (Städelsches Kunstinstitut, Frankfurt am Main) hat Manet neben zwei weiteren Figuren den Maler Stevens zusammen mit Alice Legouvé porträtiert. Ebenfalls in einem Garten entstand 1875 das Gemälde Die Wäsche (Barnes Foundation, Philadelphia), in dem Alice Legouvé an der Seite eines Kindes zu sehen ist. Im selben Jahr malte Manet zudem das Werk Alice Legouvé im Lehnstuhl (Armand Hammer Museum of Art, Los Angeles), in dem die größten physiognomischen Übereinstimmungen zu den Gesichtszügen der Porträtierten in Frau mit Schirm zu erkennen sind.

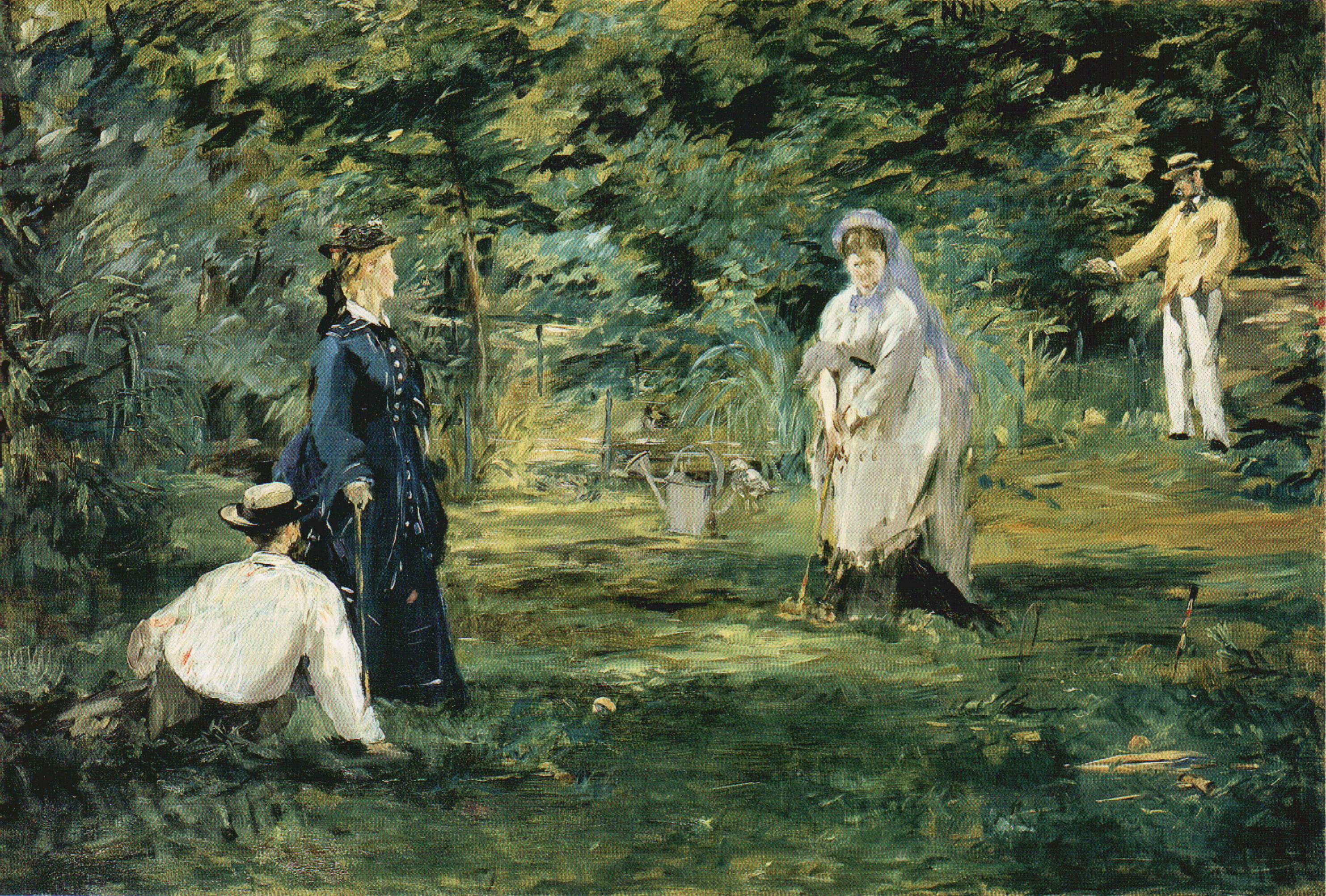
Édouard Manet: Die Krocketpartie, 1873
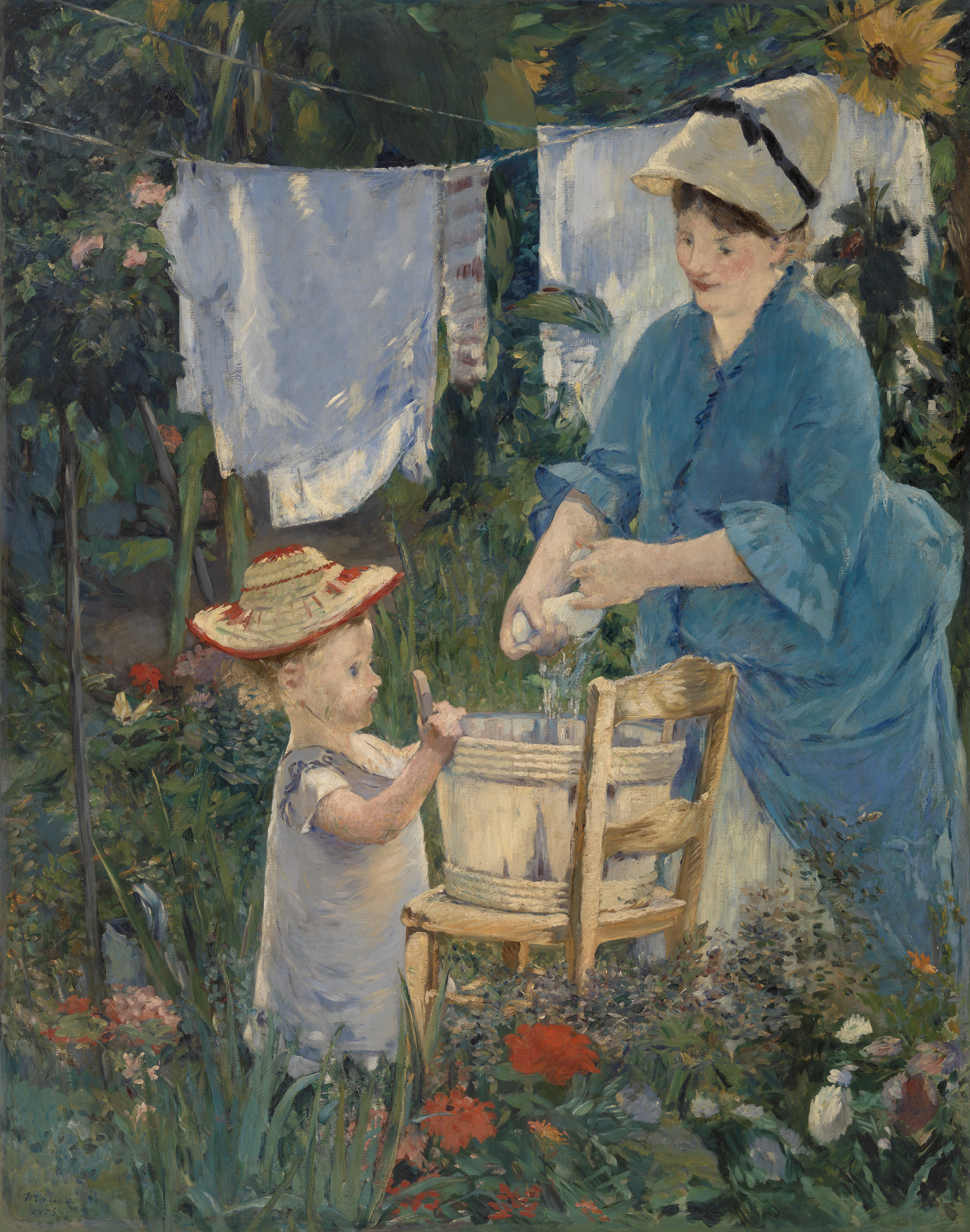
Édouard Manet: Die Wäsche, 1875
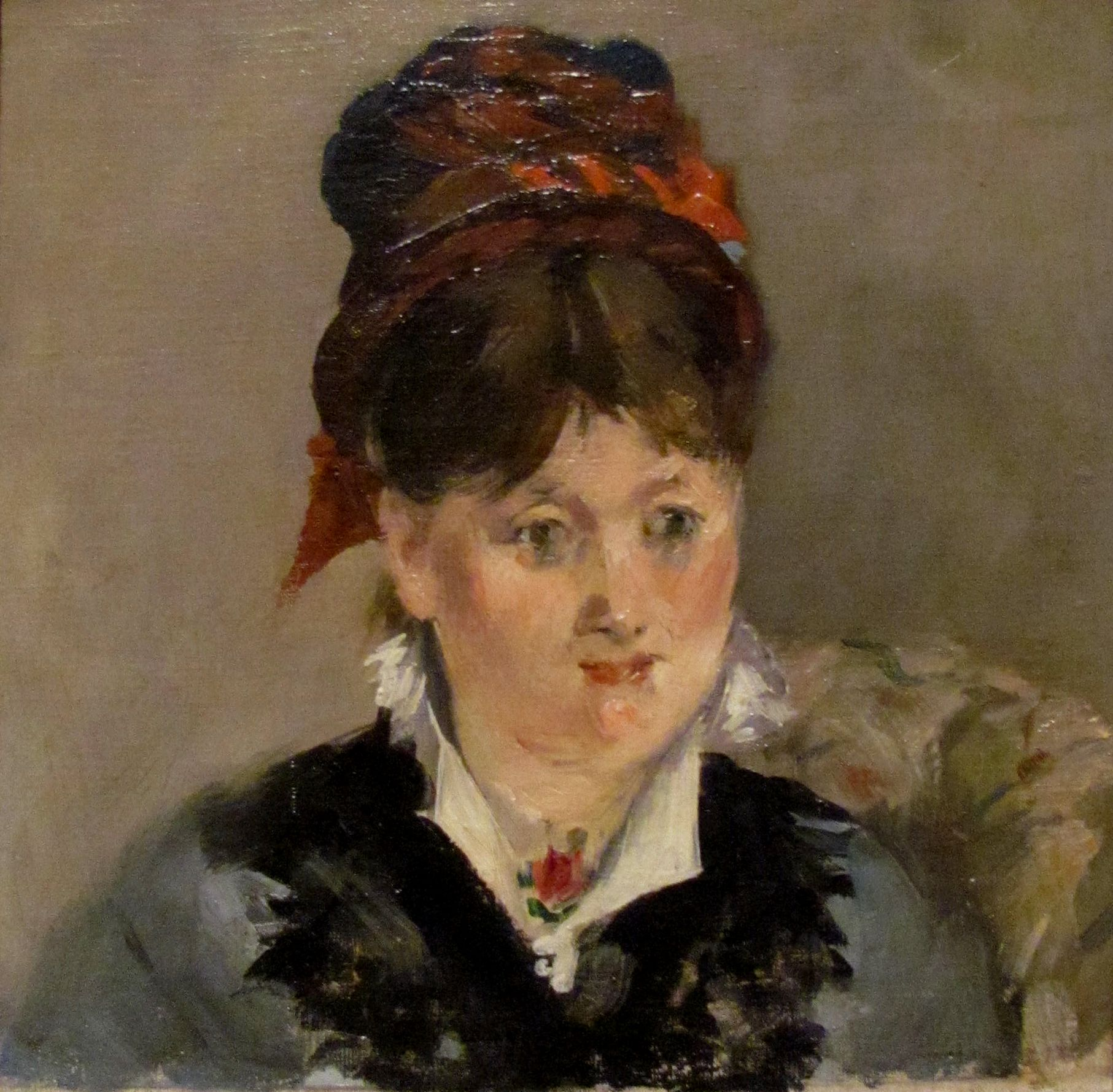
Édouard Manet: Alice Legouvé im Lehnstuhl, 1875

## Das Motiv derFrau mit Schirmbei Manet und anderen Künstlern
Manet, der stets ein großes Interesse an der modischen Aufmachung der Pariserinnen hatte, widmete sich bereits in den 1860er Jahren dem Bildmotiv der Frau mit Schirm. So zeigt er Damen mit einem Sonnenschirm als unerlässliches Requisit beispielsweise in Gemälden wie Musik in den Tuilerien (National Gallery, London und Dublin City Gallery The Hugh Lane) und Frauen beim Rennen (Cincinnati Art Museum). Auch im bekannten Gemälde Der Balkon (Musée d’Orsay, Paris) ist ein Sonnenschirm wichtiges Accessoire. In den 1870er Jahren sind es Werke wie das in der Sommerfrische entstandene Bild Die Schwalben (Stiftung Sammlung E. G. Bührle, Zürich) oder das im Atelier gemalte Werk Im Wintergarten (Nationalgalerie, Berlin), in denen Sonnenschirme Teil der Komposition sind. Zu Manets letzten im Salon de Paris gezeigten Gemälden gehört das Bild Der Frühling (J. Paul Getty Museum, Los Angeles), in denen die in Seitenansicht porträtierte Jeanne Demarsy den Sonnenschirm in ähnlicher Weise über die Schulter gelegt hat, wie Alice Legouvé im Bild Frau mit Schirm.

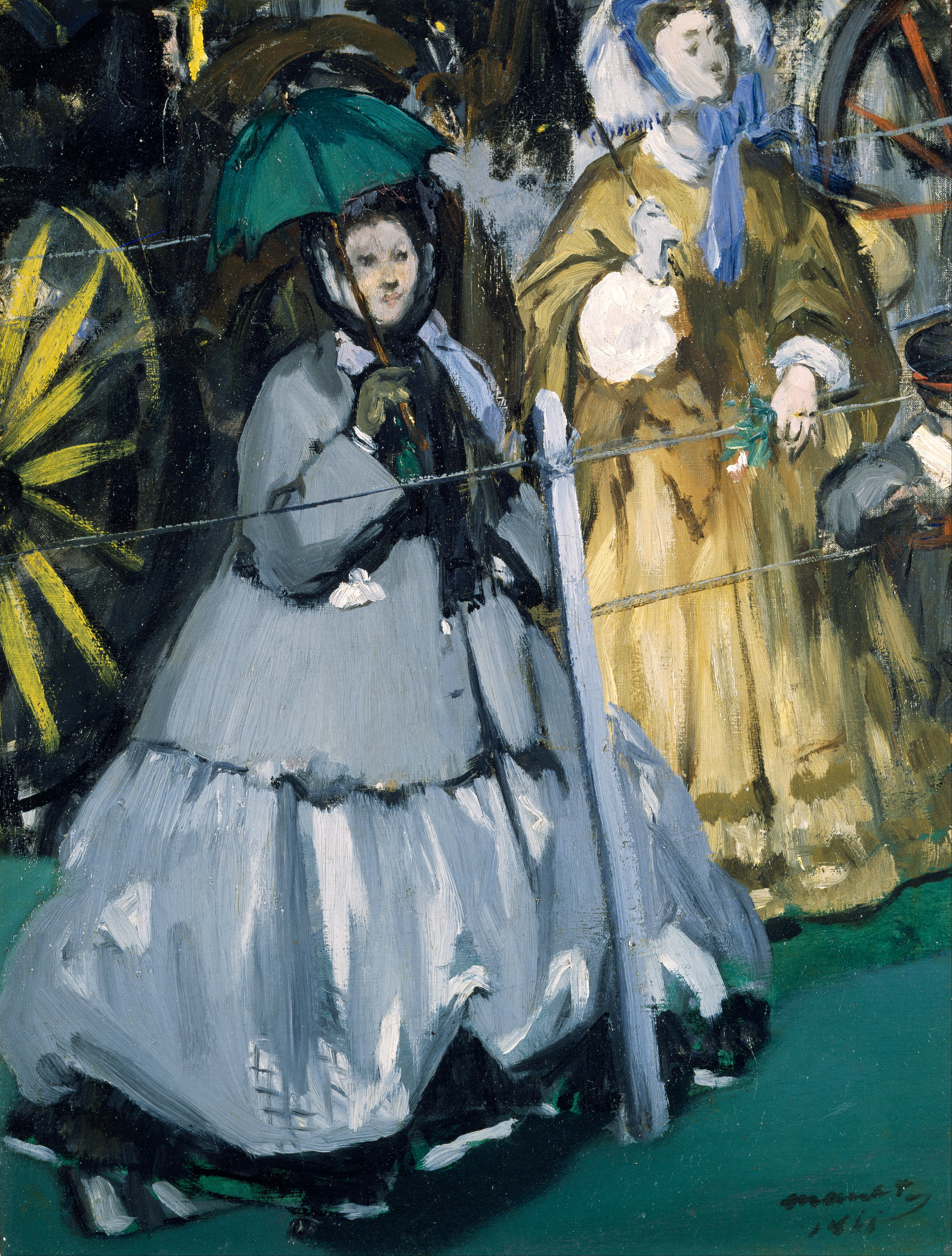
Édouard Manet: Frauen beim Rennen, 1864–1865
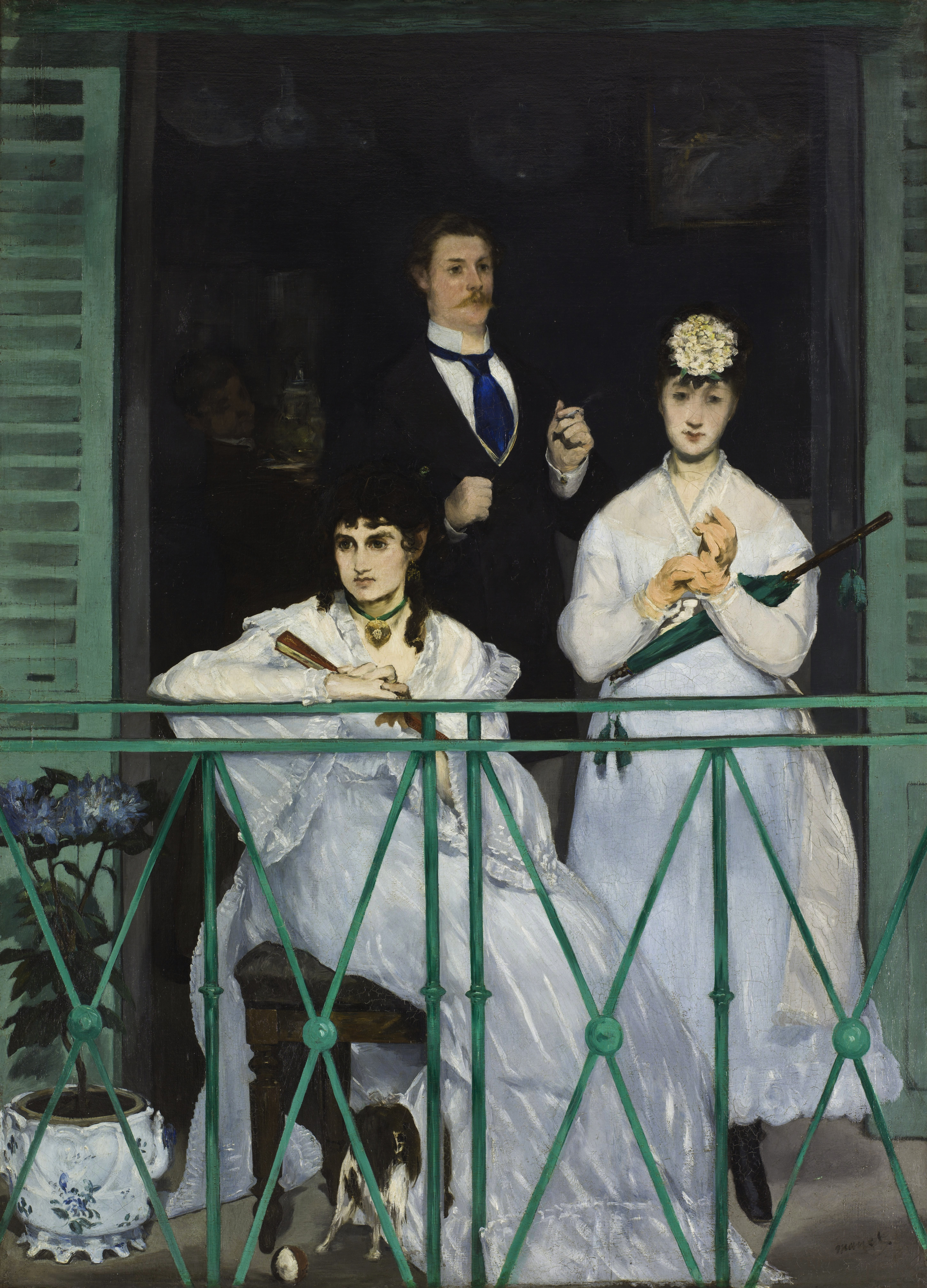
Édouard Manet: Der Balkon, 1868–1869
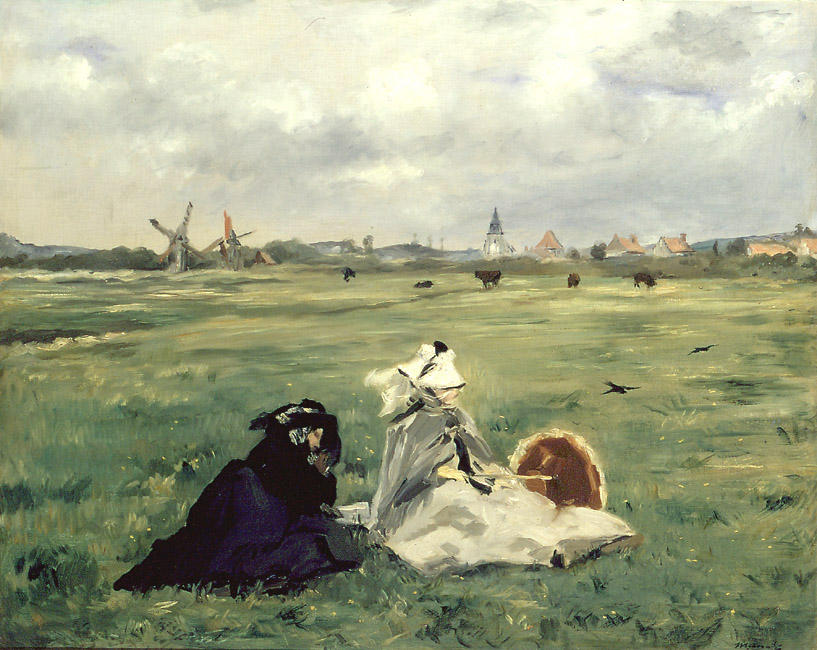
Édouard Manet: Die Schwalben, 1873
Édouard Manet: Im Wintergarten, 1879
Édouard Manet: Der Frühling, 1881

Auch Manets Malerkollegen haben wiederholt das Motiv der Frau mit Schirm in ihren Bildern umgesetzt. So schuf Pierre-Auguste Renoir 1867 die Lise mit dem Sonnenschirm (Museum Folkwang, Essen) als Ganzkörpervariante des Sujets. Von Claude Monet gibt es das 1870 geschaffene Ferienmotiv Am Strand von Trouville (National Gallery, London), in dem Frauen mit Schirmen Schutz vor der Sonne suchen. Monet schuf 1875 mit Camille Monet und Sohn Jean auf dem Hügel (National Gallery of Art, Washington, D.C.) ebenfalls eine Ganzfigurvariante des Sujets. Variationen des Themas finden sich bei Monet zudem in den beiden 1886 entstandenen Gemälden Frau mit Sonnenschirm (beide Musée d’Orsay, Paris). Ein weiteres Ganzfigurenporträt einer Frau mit Schirm malte Henri Gervex in seinem Bild Mlle V. (Musée d’Orsay, Paris), der hierin die Halbweltdame Valtesse de la Bigne in einem Garten porträtierte. Eine große motivische Ähnlichkeit zu Manets Frau mit Schirm besteht vor allem mit Renoirs 1873 geschaffenem gleichnamigen Gemälde (Privatbesitz). Sowohl der Bildausschnitt als auch die dem Bildbetrachter direkt anblickende Dargestellte zeigen eine deutliche Übereinstimmung. Auch Details in der Kleidung, wie der Stehkragen und die kleine Schleife vor dem Halsansatz, zeigen eine Nähe zwischen den Bildern. Dennoch ist unklar, ob Renoir das ein Jahr zuvor entstandene Gemälde von Manet gekannt hat, oder ob beide Maler unabhängig voneinander zu sehr ähnlichen Ausführungen gelangt sind.

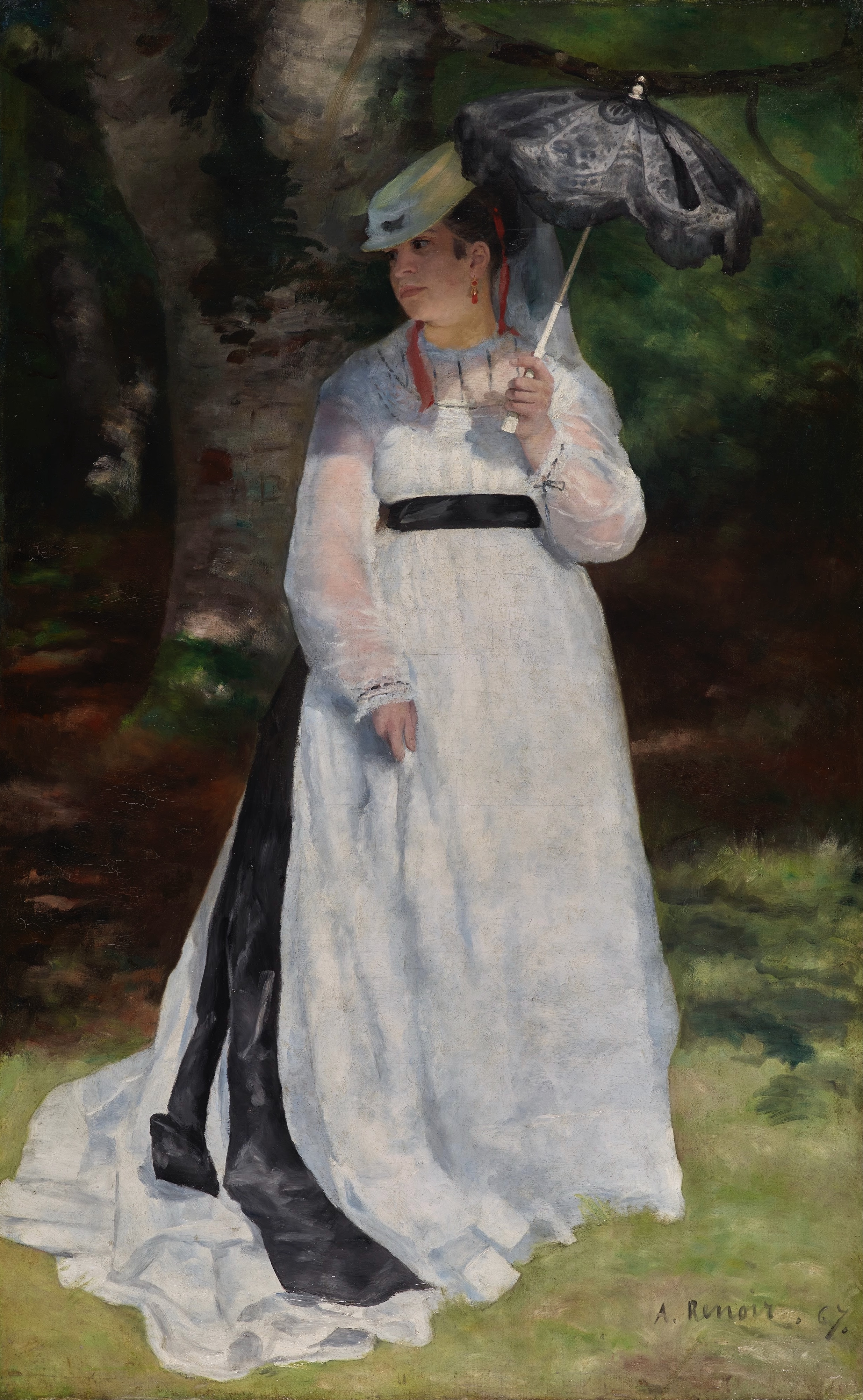
Pierre-Auguste Renoir: Lise mit dem Sonnenschirm, 1867
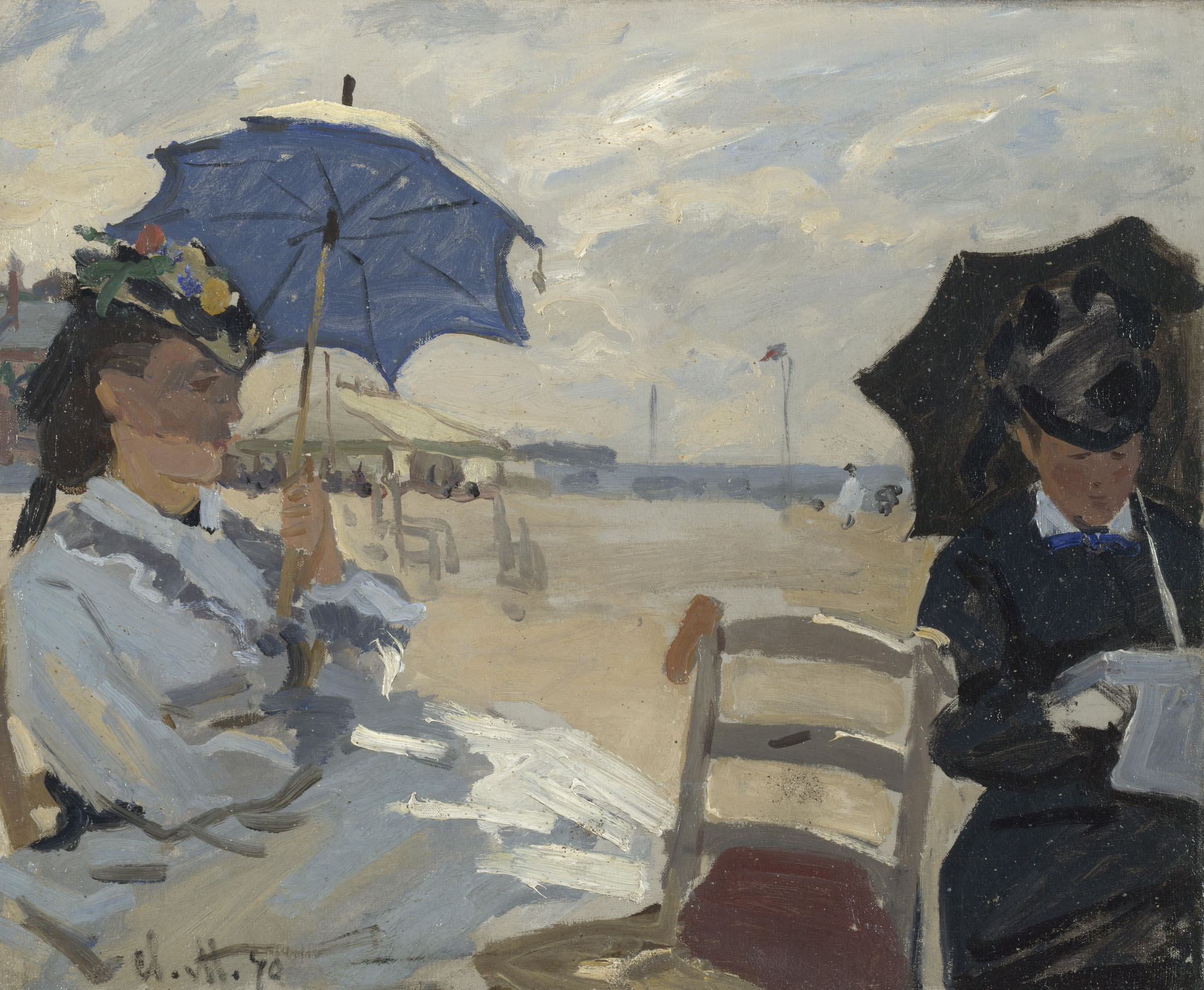
Claude Monet: Am Strand von Trouville, 1870
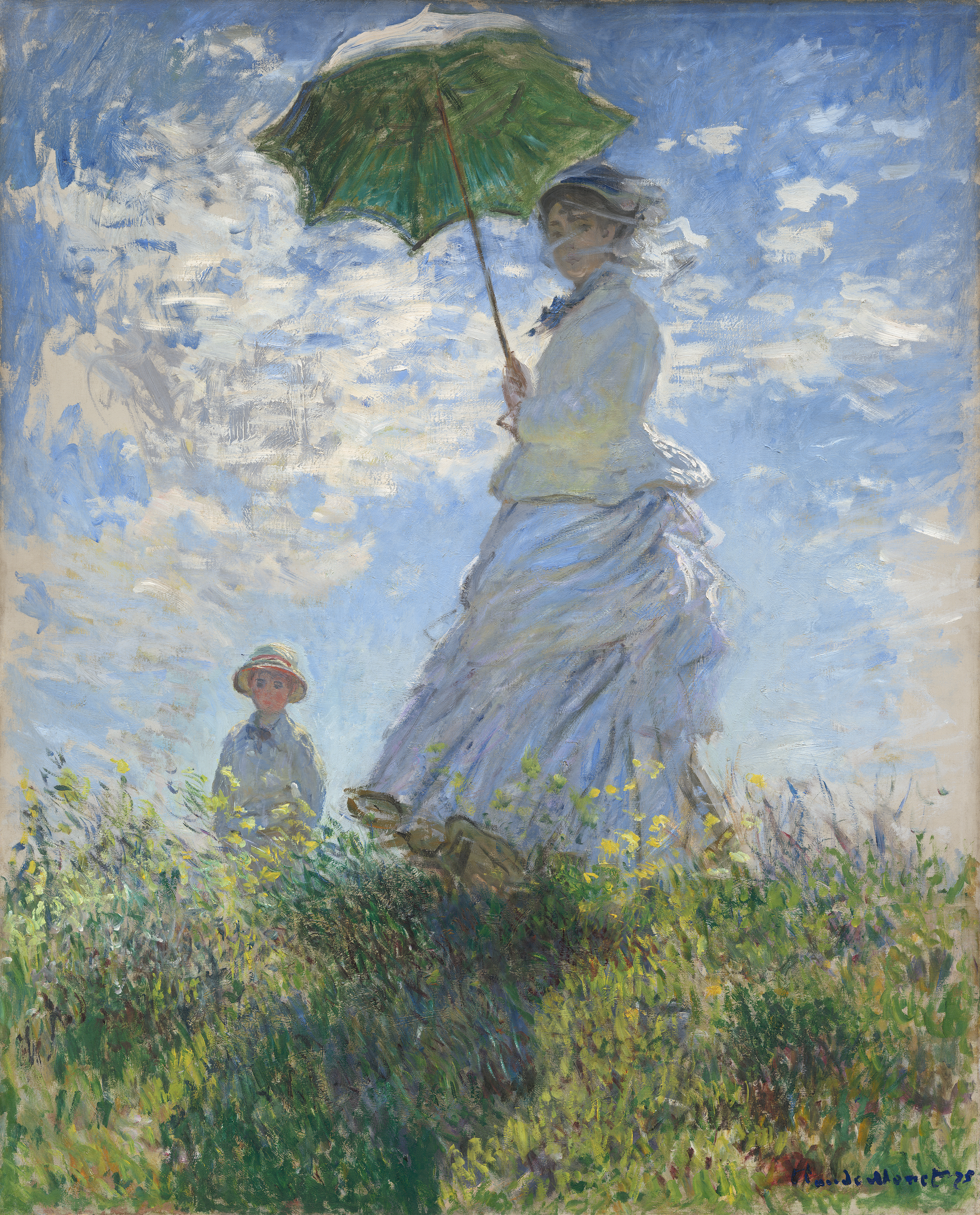
Claude Monet: Camille Monet und Sohn Jean auf dem Hügel, 1875
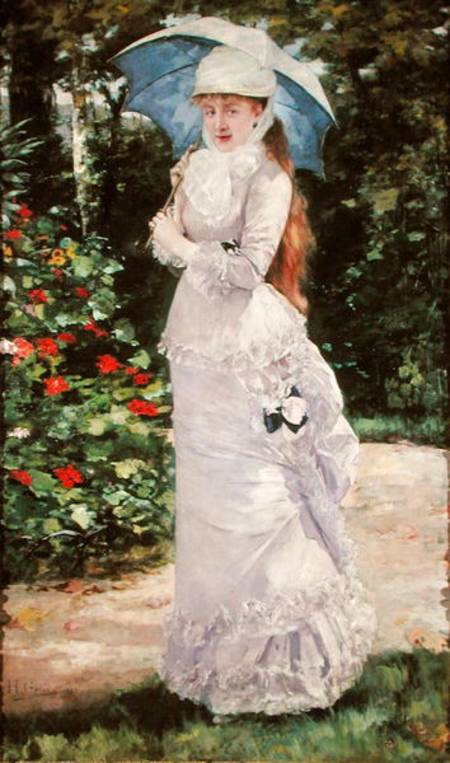
Henri Gervex: Mlle V., 1879
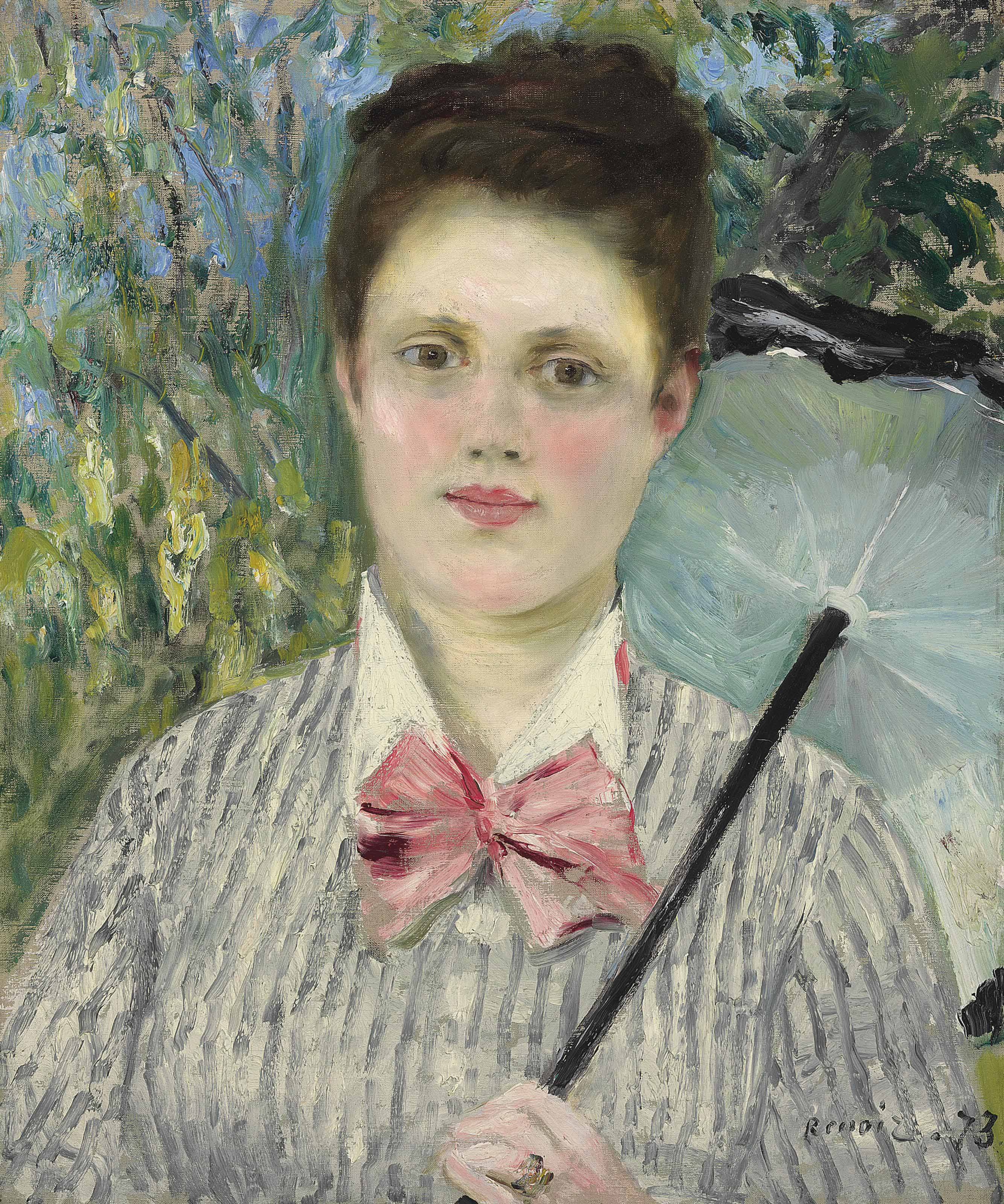
Pierre-Auguste Renoir: Frau mit Schirm, 1873

## Provenienz
Erster bekannter Besitzer des Bildes war der in Paris lebende Margarinefabrikant und Kunstsammler Auguste Pellerin, der eine Reihe von Manets Gemälden besaß. Um 1912 gelangte das Gemälde in die Sammlung des ungarischen Bankiers Baron Adolf Kohner in Budapest. Er verkaufte das Bild 1930 an die Kunsthandlung Wildenstein & Company, die es mehrere Jahre im Bestand ihrer New Yorker Filiale führte. 1947 kauften der in Los Angeles lebende Filmproduzent William Goetz und seine Frau Edith A. Mayer Goetz die Frau mit Schirm von Manet. Nach dem Tod von William Goetz 1969 und dem Tod seiner Frau 1987 kam das Bild am 14. November 1988 in der New Yorker Filiale des Auktionshauses Christie’s zur Versteigerung, wo es von einem unbekannten Bieter erworben wurde. 2019 kam das Gemälde erneut zur Versteigerung und wurde am 14. Mai im Auktionshaus Sotheby’s angeboten. Bei dieser Gelegenheit ging es für 1,7 Millionen US-Dollar an einen ebenfalls unbekannten Sammler.